# استان زاکوره
زاکوره (فرانسوی: Zagora‎) استانی در مراکش در ناحیه درعه تافیلالت است. این استان بر اساس سرشماری ۲۰۰۴ میلادی، ۲۸۳٬۳۶۸ نفر جمعیت داشته‌است.
شهرهای بزرگ آن عبارتند از:
- اکدز
- زاکوره